# Drosophila nigrosparsa
Drosophila nigrosparsa este o specie de muște din genul Drosophila, familia Drosophilidae, descrisă de Gabriel Strobl în anul 1898. Conform Catalogue of Life specia Drosophila nigrosparsa nu are subspecii cunoscute.